# Peter Mafany Musonge
Peter Mafany Musonge (3 dicembre 1942) è un politico camerunese.
È stato Primo ministro del Camerun dal settembre 1996 al dicembre 2004.